# Квашнинское
Квашнинское — село в Камышловском районе Свердловской области России, входит в состав Галкинского сельского поселения.

## Географическое положение
Село Квашнинское расположено в 28 километрах (по автодорогам в 30 километрах) к северу от города Камышлова, на обоих берегах реки Овинной — левого притока реки Юрмач (бассейн реки Пышмы), в устье правых притоков — рек Малой Тёмной и Большой Тёмной. Через село проходит автотрасса Камышлов – Ирбит. Почва малоплодородная, частично глинистая, частично чернозёмная.

## История села
Река Овинная мелководна так, что летом пересыхает, а зимой промерзает до дна. Для питья воду приходилось брать из колодцев. Вода не отличается хорошим качеством, так как сильно насыщена почвенными выделениями. Недостаток хорошей речной и родниковой воды и служил причиной нередких здесь желудочных, накожных, глазных и других болезней. Названия села пошло от прозвища первого поселенца «Квашня», обратившегося потом в фамилию «Квашнин», которая являлась преобладающею в селе. В 1900 году все сельчане были православные, раскольников и сектантов не было, главным занятием жителей было хлебопашество.
В селе находится здание волостного правления Квашнинской волости как памятник истории и культуры.

## Пророко-Илиинская церковь
В 1868 году была заложена каменная однопрестольная церковь, которая была освящена в честь пророка Илии в 1871 году. В 1871-1874 годах храм был приписным к селу Куровского. Во время пожара 1877 года в алтаре храм был вновь отстроен и освящен новый престол в 1877 году. Построен храм на средства прихожан и добровольных жертвователей. В причте состоял священник, диакон и псаломщик, для которых имелись три церковных дома. Церковь была закрыта в 1939 году, а в советское время была снесена.

## Школа
В 1900 году в селе имелась земская школа.

## Население
| 2002 | 2010 | 2021 |
| ---- | ---- | ---- |
| 878  | ↘711 | ↘460 |